# Platybunoides
Genre
Platybunoides est un genre d'opilions eupnois de la famille des Phalangiidae.

## Distribution
Les espèces de ce genre se rencontrent en Turquie et en Chine.

## Liste des espèces
Selon World Catalogue of Opiliones (04/05/2021) :
- Platybunoides argaea Šilhavý, 1956
- Platybunoides songi Zhang & Zhang, 2012

## Publication originale
- Šilhavý, 1956 : « Výsledky zoologické expedice Národního musea v Praze do Turecka. » Sbornik Entomologickeho Oddeleni Narodniho Musea v Praze, vol. 40, p. 31–39.